# エミリー・ウォーレン・ローブリング

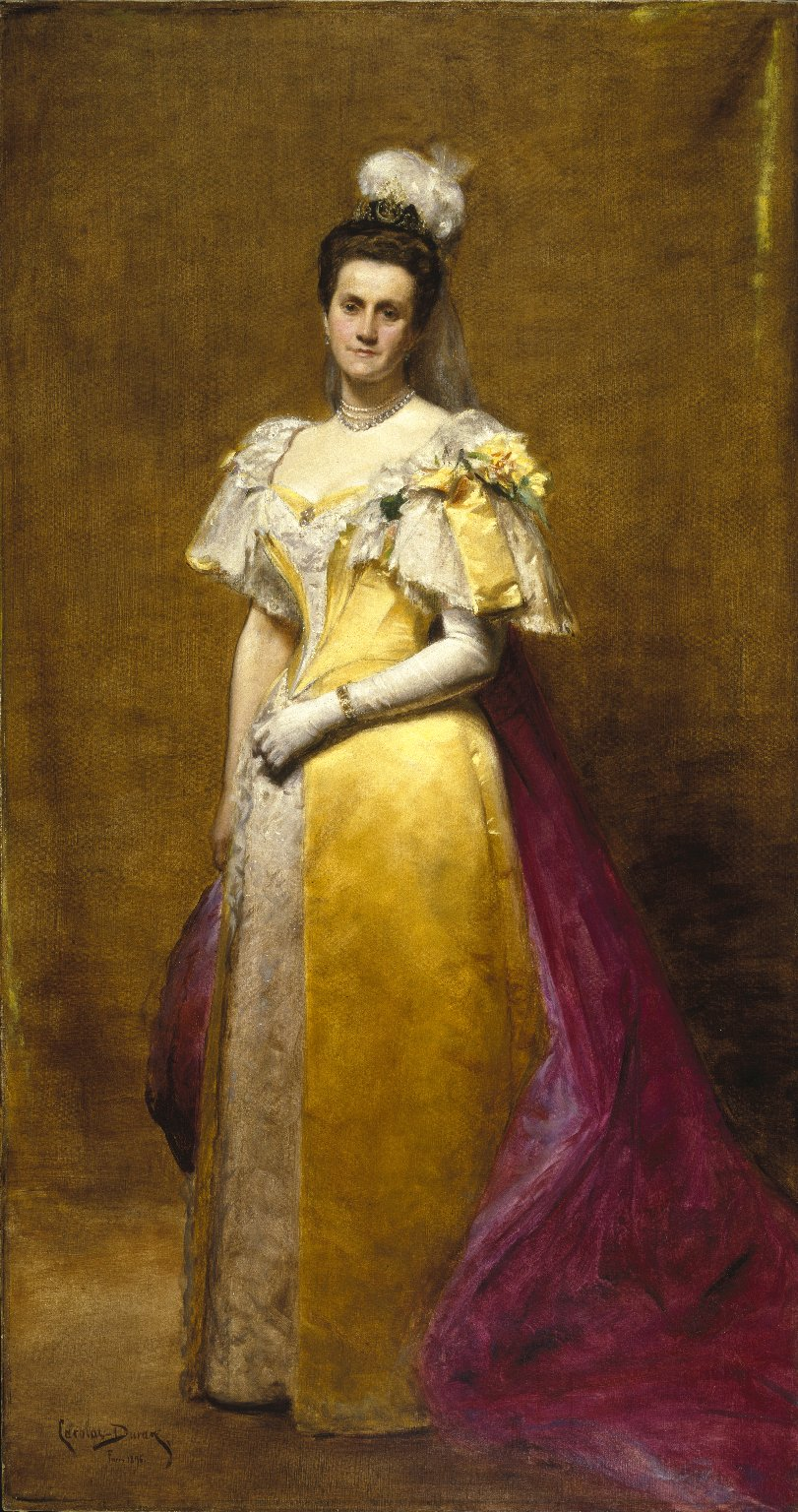
カロリュス・デュラン作の肖像画。ブルックリン美術館蔵。

エミリー・ウォーレン・ローブリング (Emily Warren Roebling、1843年9月23日 - 1903年2月28日)はアメリカの土木技術者。

## 生い立ち
ニューヨーク州コールドスプリング（en:Cold Spring, New York）でシルバヌス・ウォーレンとPhebe・ウォーレンの娘として生まれた。12人兄弟の下から2番目であった。兄ガバヌーア・ウォーレンから教育支援を受け、2人の関係はとても良好であった。

## 結婚
南北戦争中の1864年、本部で第五軍団を指揮する兄を訪問した。訪問中、ブルックリン橋の設計者ジョン・ローブリングの息子で土木技師のワシントン・ローブリングと出会った。2人はすぐに恋に落ち、1865年1月18日に結婚した。
義父ジョンがブルックリン橋の建設に取り掛かり、ワシントンとエミリー夫妻はヨーロッパにケーソンの使用についての研究に行った。1867年11月、一人息子ジョン・A・ローブリングIIを出産した。

## ブルックリン橋
ヨーロッパから帰国すると、義父ジョンが死亡し、夫ワシントンがブルックリン橋建設の担当となった。彼は建設に没頭するにつれ、減圧症の症状が出始め、ついに寝たきりとなった。そこでエミリーが初の女性フィールドエンジニアとして、橋の建設に携わるようになった。
夫を見舞い、夫と作業員の間の情報を中継し、建設作業の進捗状況を報告した。その間、夫から材料強度学、応力解析、ワイヤーロープ、カテナリー曲線計算など幅広い知識を教わった。不屈の闘志で、日々の監督とプロジェクト管理を含め、チーフエンジニアの職務の多くを引き継いだ。
1882年、病気により、夫が主任技師として留まることが困難になると、技術者や政治家の集会に参加した。政治家はエミリーの演説に感銘を受け、夫ワシントンは主任技師として留まった。

1883年にブルックリン橋は完成した。 正式開通前に、完成の印として雄鶏を運び、橋を渡った最初の人物となった。開通式で、エイブラム・スティーブンス・ヒューイット（en:Abram Stevens Hewitt）市長は
...an everlasting monument to the sacrificing devotion of a woman and of her capacity for that higher education from which she has been too long disbarred.
と演説し、エミリーを褒め称えた。
現在、ブルックリン橋にはエミリー、その夫、義父に捧げられた記念碑がある。

## 完成後
ブルックリン橋完成後、一家はトレントンに引っ越した。米西戦争中、現地で扶助協会に参加し、シカゴ万国博覧会ではニュージャージー州女性マネジャー役を務めた。また、様々な所に旅した。1896年にヴィクトリア女王から贈り物を受け、ロシアでニコライ2世の戴冠式に出席した。また、勉学も続け、ニューヨーク大学から法律の学位を受けた。1903年2月28日に亡くなるまで、家族と過ごし、社会的にも精神的にも活動的であった。

## 関連文献
- Weigold,, Marilyn. (1984). Silent Builder:  Emily Warren Roebling and the Brooklyn Bridge. Associated Faculty Press. ISBN 0-8046-9349-8
- Roebling, Emily Warren "Notes on the Warren Family" in Appendix, Page 466, "The Journal of the Reverend Silas Constant" Lippincott, Philadelphia, PA 1903